# شكب البحر
شُكُّب البحر (الاسم العلمي: Centriscus)، جنس أسماك بحرية من أسماك الروبيان الموجودة في المحيطين الهندي والهادئ.

## الأنواع
حاليًا، يوضع نوعين معترف بهما في هذا الجنس: